# Vittorio Bartoli
Vittorio Bartoli (Spoleto, 11 giugno 2002) è un cestista italiano.

## Carriera

### Nazionale
Nel 2022 ha partecipato, con l'Italia under 20, agli Europei di categoria, conclusi al nono posto finale.